# 對州馬
對州馬（／ taishū uma或／ taishū ba），是一種罕見的日本本土馬（在來馬），以適應狹窄山路和性格溫和聞名，分布於日本長崎縣的對馬島。體高：107～136cm。雄性平均127cm、雌性125cm。
牠們負重力強，能吃粗食，主要用於狹窄山路上的駄運。
由於對馬島上農業人口減少加上農耕機械化，這種馬數量由1952年的2,408匹急遽下降到2005年只剩下25匹，加上馬匹的年歲已高和基因單一化有絕種的危險。
在2021年這種馬仍有40匹。